# Publiczna Szkoła Podstawowa w Jedlni
Publiczna Szkoła Podstawowa im. Władysława Jagiełły w Jedlni – publiczna szkoła podstawowa założona 12 lutego 1817 roku na wniosek podinspektora Lasów Narodowych Okręgu Radomskiego W. Siennickiego. Zgodę na powołanie szkoły wydał wówczas na piśmie Wydział Oświecenia województwa sandomierskiego.

## Historia szkoły
W 1817 do szkoły uczęszczało 88 uczniów – 58 chłopców i 30 dziewczynek. Uczniowie pochodzili głównie z Jedlni (59), ale i Jaroszek (19), Siczek (6) oraz Zagożdżonu (4). W 1820 wybudowano nowy, drewniany budynek szkoły – z dwoma izbami i pomieszczeniami dla nauczyciela.
Od 1840 nauczano w języku rosyjskim. Od 1851 nad porządkiem i czystością na terenie szkoły czuwał specjalnie w tym celu zatrudniony stróż. W 1869 wójt gminy Jedlnia zaproponował budowę nowego budynku szkoły, jednak ze względów finansowych zdecydowano się jedynie na remont i to 10 lat później.
1 października 1905 o godz. 13 rodzice wkroczyli do szkoły z żądaniem od nauczyciela Piotra Chęcińskiego, aby ten prowadził wszystkie zajęcia po polsku. Bunt rodziców okazał się jednak bezskuteczny i władze carskie nie zrezygnowały z rusyfikacji oświaty.
W 1926 lub 1928 patronem szkoły został król Władysław II Jagiełło, który w pobliskich lasach często zatrzymywał się na polowania. Pełna nazwa szkoły brzmiała wówczas Powszechna Szkoła Podstawowa im. Władysława Jagiełły.
W listopadzie 1931 na miejscu ponad stuletniej, drewnianej szkoły wzniesiony został jednopiętrowy, murowany budynek z 8 salami lekcyjnymi, pomieszczeniem dla nauczycieli, gabinetem kierownika szkoły, kuchnią oraz mieszkaniem nauczyciela. Gmina Jedlnia pokryła wszystkie koszty budowy, tj. 74.000 zł.
Od 1937 szkoła posiada własny sztandar (odnowiony w 1993).
W czasie okupacji niemieckiej do stycznia 1941 szkoła zajęta była przez wojsko niemieckie. Zajęcia odbywały się w prywatnych mieszkaniach, a od marca 1941 także w 4 wolnych salach lekcyjnych.
W 1945 szkoła została ostrzelana 2 pociskami artyleryjskimi. Uszkodzone zostały dach oraz wschodnia ściana budynku. W 1947 szkołę zelektryfikowano, zaś w 1954 dobudowano do niej salę gimnastyczną. Generalny remont wykonano w 1975: wymieniając dach i piece, kładąc płytki PCV na korytarzach oraz podłączając szkołę do sieci wodociągowej.

## Kierownicy i dyrektorzy
Na podstawie:
- 1845–?: ks. Józef Gacki
- 1924–1950: Jan Dżugaj (w areszcie od listopada 1939 do marca 1940)
- 1950–1980: Edward Panek
- 1980–1981: Wanda Wdowska
- 1981–1991: Leokadia Nowocień
- 1989–1990: Maria Jagiełło
- 1991–nadal: Lidia Połeć

## Niektórzy absolwenci
- Korneliusz Jemioł – przeor paulinów na Jasnej Górze 1957-1959
- gen. Józef Kuropieska – generał broni WP, poseł na Sejm PRL II i III kadencji
- Stanisław Siczek – żołnierz Armii Krajowej, ps. "Jeleń"
- Stanisław Zapała – wieloletni dyrektor kilku radomskich szkół średnich